# The Juliana Theory
The Juliana Theory foi um grupo musical de indie rock dos EUA que já lançou álbuns pela Epic Records.
A banda anunciou o término definitivo das suas atividades em 2010.